# Rádio Táxi
Rádio Táxi é uma banda brasileira de pop rock criada no início da década de 1980, em São Paulo.

## Carreira
Foi formada por ex-integrantes do Tutti Frutti, banda de apoio da cantora Rita Lee, com Wander Taffo, Lee Marcucci, Gel Fernandes e Willie de Oliveira, que após gravar o álbum Rádio Táxi, em 1984, foi substituído por Maurício Gasperini. A banda foi batizada por Nelson Motta.
O primeiro hit da banda foi a música “Garota Dourada”, que foi tema do filme Menino do Rio. Logo em seguida, em 1982, “Coisas de Casal” foi tema da novela Sol de Verão, da Rede Globo e, no ano seguinte, “Sanduiche de coração” entrou na novela Pão-Pão, Beijo-Beijo, da mesma emissora.
Um de seus maiores sucesso é a música "Eva", uma versão da canção homônima do italiano Umberto Tozzi, posteriormente regravada pela Banda Eva na década de 1990, da qual fazia parte a cantora Ivete Sangalo.
Em 1986, "Você se esconde” integrou a trilha da novela Roda de Fogo.
Em 1999, a canção "Garota Dourada" foi regravada por Pepeu Gomes.
Em 2003, a música “Dentro do Coração” voltou às paradas como trilha sonora do filme Os Normais - O Filme. 
Em 2005, a banda retorna com Wander Taffo, Lee Marcucci, Maurício Gasperini e Gel Fernandes. Juntos, lançam um  CD e DVD ao vivo pela Sony Music no ano seguinte, com as participações especiais de Luiz Carlini, Mauro Gasperini (irmão de Maurício) e a violinista Tatiana Vinogradova. 
Infelizmente, o projeto é interrompido com a morte de Wander, que faleceu em 14 de maio de 2008, vitimado por uma parada cardiorrespiratória. Após o falecimento do guitarrista, Maurício Gasperini deixa o grupo e Willie de Oliveira retorna. Em 2012, Willie é substituído por Fábio Nestares. Com o novo vocalista, gravam o álbum 3 Décadas ao Vivo, lançado em DVD de forma independente.
Em 2019, o grupo se juntou com a banda Placa Luminosa para fazer uma turnê nostálgica pelo Brasil, que começou em São Paulo, no dia 3 de outubro, no Teatro Liberdade.
Em 2021, o cantor e compositor carioca Betto Luck assume os vocais da banda no lugar de Fábio Nestares, que tornou-se vocalista do Roupa Nova. Em 25 de janeiro de 2022 lançaram o single “Sarah”, composição do cantor Ovelha.

## Discografia

### Álbuns
- 1982 - Rádio Táxi (CBS)
- 1983 - Rádio Táxi (CBS)
- 1984 - 6:56 (CBS)[14]
- 1986 - Matriz (CBS)
- 1989 - Rádio Táxi (RGE)
- 1991 - Horóscopo do Amor Perfeito (RGE)
- 1997 - Rádio Táxi VII (Movieplay)
- 2006 - Rádio Táxi Ao Vivo (Sony BMG Music Entertainment)
- 2015 - 3 Décadas Ao Vivo (Independente)

### DVD's
- 2006 - Rádio Táxi Ao Vivo (Sony BMG Music Entertainment)
- 2015 - 3 Décadas Ao Vivo (Independente)

### Singles
- 2020 - "Se Você Pensa" (Spottlight)[15]
- 2022 - "Sarah"